# Деулина (Шадринский район)
Деулина — деревня в Шадринском районе Курганской области. Входит в состав Красномыльского сельсовета.

## История
До 1917 года в составе Красномыльской волости Шадринского уезда Пермской губернии. По данным на 1926 год состояла из 66 хозяйств. В административном отношении входила в состав Красномыльского сельсовета Шадринского района Шадринского округа Уральской области.

## Население
| 1989 | 2002 | 2010 |
| ---- | ---- | ---- |
| 129  | ↘97  | ↗104 |

По данным переписи 1926 года в деревне проживало 347 человек (164 мужчины и 183 женщины), в том числе: русские составляли 100 % населения.
Согласно результатам Всероссийской переписи населения 2002 года, в национальной структуре населения русские составляли 93 %.